# エンゼルパイ
エンゼルパイとは、森永製菓が製造しているチョコレート菓子（チョコパイ）のブランド。1958年販売開始。製造は森永製菓株式会社小山工場で行われている。

## 概要
2枚の軟らかいビスケットの間にマシュマロを挟み、周りをチョコレートでコーティングした菓子。エンゼルストアで1958年に地域限定発売され、1961年から全国発売となった。
当時、アメリカで大流行していたスクーターパイをヒントに開発されたという。
1978年に放映されたテレビCM（象形文字編）では「ふかふかマシュマロをビスケットではさみ、チョコレートでコートしました」、1986年のテレビCM（新象形文字編。前者のリニューアル・ヴァージョン）では、「エンゼルパイは、ますますおいしくなりました」のキャッチコピーで親しまれた。

## 歴史
- 1958年 - エンゼルストア限定で販売開始
- 1961年 - 全国で販売開始
- 1971年 - 「ホワイト」発売
- 1977年 - 2個入り発売（当時定価100円）
- 1978年 - 「イチゴ」発売
- 1979年 - 「オレンジ」発売
- 1984年 - バニラクリームをケーキ生地で挟んだ「エンゼルパイ・ソフト」と6個入り発売
- 1987年 - 10個入り発売
- 1993年 - 「ウィンナコーヒー」発売
- 2000年 - 「甘酸っぱい千秋の苺」、「千秋の超ピーチ」発売
- 2002年 - 「プリティストロベリー」発売
- 2004年 - 「はちみつミルク」発売
- 2006年 - 「さくらんぼ」発売。「エンゼルパイミニ」発売
- 2008年 - 「デビルズココア」発売
- 2010年 - 「エンゼルパイミニ・ストロベリー」発売
- 2012年 - 「いちごのチョコフォンデュ」発売
- 2013年 - 「エンゼルパイミニ・キャラメル」発売
- 2015年 - 「エンゼルパイPREMIUM・バニラ味」、「エンゼルパイPREMIUM・苺味」発売

## バリエーション
現行商品（※期間限定品を除く）

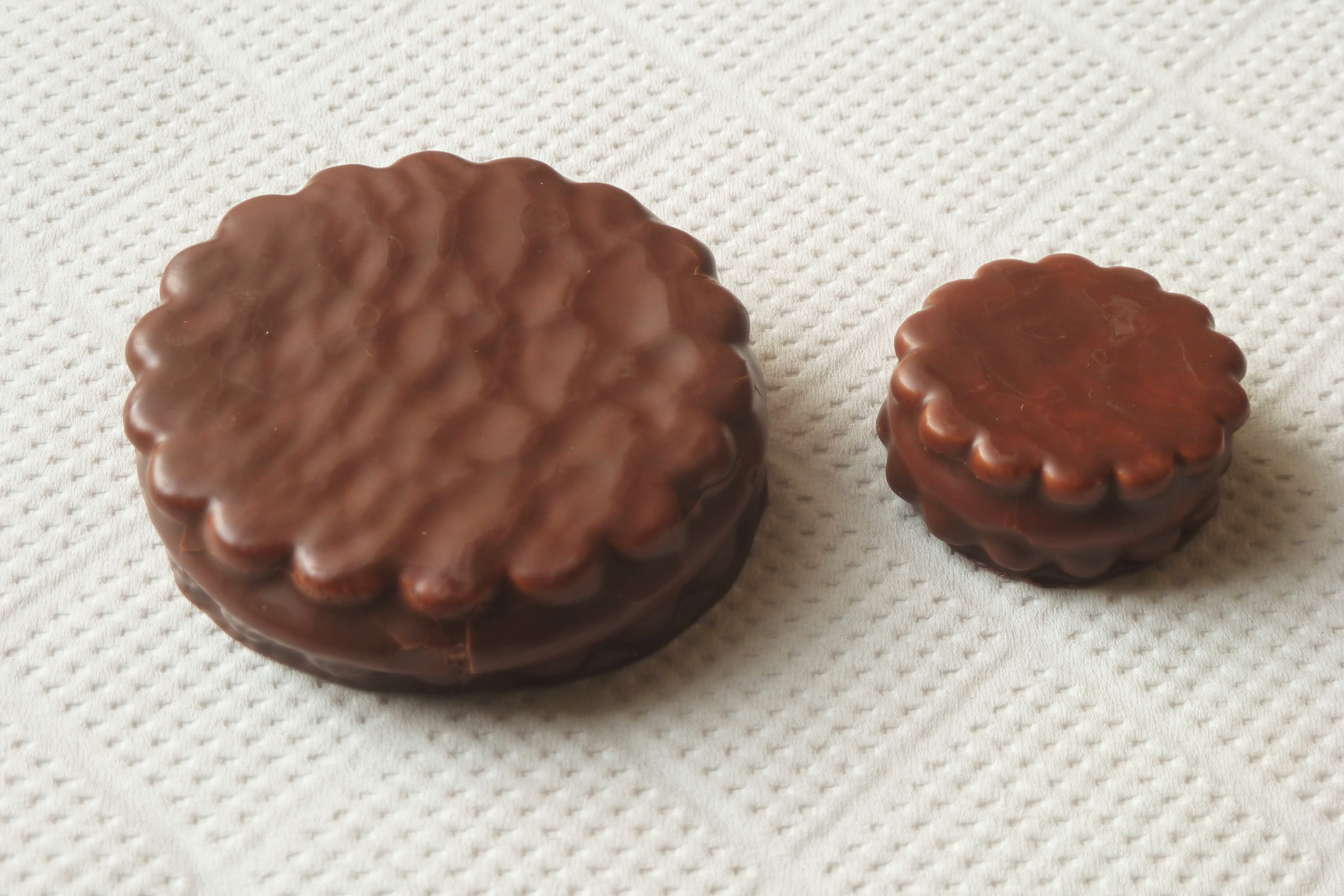
エンゼルパイとミニエンゼルパイ

- エンゼルパイ 8個入 - バニラ味のレギュラーサイズ。
- ミニエンゼルパイ - 一口サイズのエンゼルパイ。箱に入っている。2006年販売開始。2015年に「エンゼルパイミニ」から改称した。

## 類似品
- やおきん「餅チョコ」 - 中に入っているのはマシュマロではなく餅。
- ブルボン「シルベーヌ」 - 1982年発売。ケーキを模した三角形に作られており、バニラクリームを挟んでいる。
- ロッテ「チョコパイ」 - 1983年発売。エンゼルパイより厚く軟らかめのケーキ生地に、中に入っているのはマシュマロではなくバニラクリーム。
- オリオン「情」- オリオン日本支社が「トモリオン」のブランドで「チョコパイ」を販売している。ココアシガレットなどラムネ菓子で有名なオリオン株式会社とは無関係。